# Вила Аугуста (Падова)
Вила Аугуста је насеље у Италији у округу Падова, региону Венето.
Према процени из 2011. у насељу је живело 14 становника. Насеље се налази на надморској висини од 9 м.